# Graham Gore
Graham Gore (Plymouth, 1809 - Isla del Rey Guillermo, entre 28 de mayo de 1847 y 25 de abril de 1848) fue un oficial y explorador británico perteneciente a la Marina Real Británica. Participó en dos expediciones al Ártico y en un viaje de exploración de la costa australiana a bordo del HMS Beagle. Sirvió como primer teniente de John Franklin a bordo del HMS Erebus durante la expedición ártica de 1845, que pretendía cartografiar el Ártico canadiense y cruzar el paso del Noroeste.

## Primeros años
Nació en Plymouth hacia el año 1809 (fecha concreta indeterminada), siendo el segundo hijo de los seis de Sarah Gilmour (1777-1857) y John Gore (1774-1853). Su familia procedía de distinguidos oficiales navales, especialmente en el campo de la exploración. Su padre fue un oficial de la Royal Navy que alcanzó el grado de capitán el 19 de julio de 1821, retirándose en ese rango el 1 de octubre de 1846, ascendiendo posteriormente a contralmirante retirado el 8 de marzo de 1852. Se trasladó a Australia en 1834 como uno de los primeros colonos libres. Su abuelo paterno era el oficial naval británico-estadounidense capitán John Gore, que circunnavegó el mundo cuatro veces con la Royal Navy en el siglo XVIII y acompañó al capitán James Cook.
La familia de Gore se trasladó a Barnstaple, en Devon, desde donde su padre, deseoso de que su hijo sirviera en la Marina Real, escribió una carta al Almirantazgo "para inscribir a mi hijo Graham Gore, de 11 años de edad, educado por mí mismo y por el señor Bridge, director de escuela de Barnstaple". Aunque se temía que el niño fuera demasiado joven, se le concedió permiso para unirse a su padre y a su hermano mayor John Gore (1807-1830) como voluntario a bordo del Dotterel. Graham Gore se incorporó al barco el 27 de abril de 1820 con el rango de guardiamarina, sirviendo a bordo durante un año con su padre, su hermano y Francis Crozier hasta que éste fue destinado al HMS Fury.

## Carrera naval

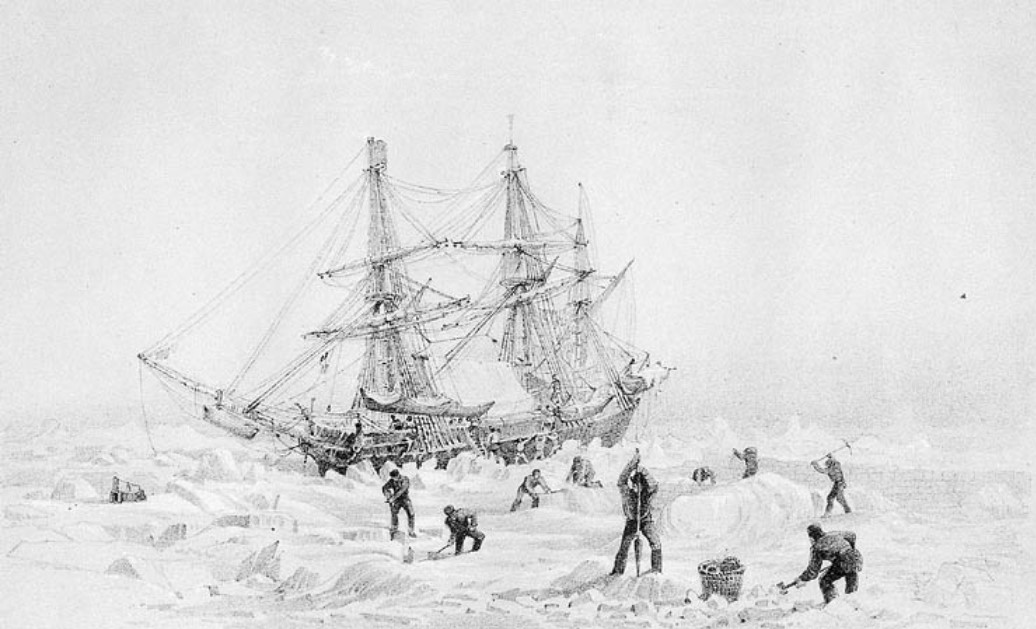
El HMS Terror, atrapado en el hielo ártico en 1836.

En 1822, junto con su hermano mayor, ingresó en el Royal Naval College de Portsmouth. Después sirvió en el HMS Albion a las órdenes del capitán John Acworth Ommanney. Gore entró en acción en octubre de 1827 a bordo del Albion cuando formaba parte de una flota combinada británica-francesa-rusa bajo el mando del almirante Edward Codrington en la batalla de Navarino, donde una flota turco-egipcia fue destruida, asegurando la independencia de Grecia. Esta fue la última batalla marítima entre barcos de madera de la época de Nelson.
Tras aprobar su examen en 1829, durante los años 1836 a 1837 sirvió como oficial en el HMS Terror bajo el mando del capitán Sir George Back durante la exploración del Ártico en la bahía de Hudson. La expedición tenía como objetivo entrar en la bahía Repulse, donde enviaría grupos de desembarco para averiguar si la península Boothia era una isla o una península. El HMS Terror quedó atrapado por el hielo cerca de la isla de Southampton y no llegó a la bahía de Repulse. En un momento dado, el hielo le obligó a subir 12 metros (39 pies) por la cara de un acantilado. Estuvo atrapado en el hielo durante diez meses. El diario del capitán Back dice que la cena del día de Navidad de 1836 fue una "pierna de reno disparada por el Sr. Gore". Gore obtuvo su primera comisión en enero de 1837, cuando fue nombrado teniente. En la primavera de 1837 un encuentro con un iceberg dañó aún más el barco. Estuvo a punto de hundirse en su viaje de regreso a través del Atlántico, y se hundía cuando Back pudo varar el barco en la costa de Irlanda el 21 de septiembre. Tal fue el daño que el Terror tuvo que mantenerse intacto pasando cadenas alrededor del casco.

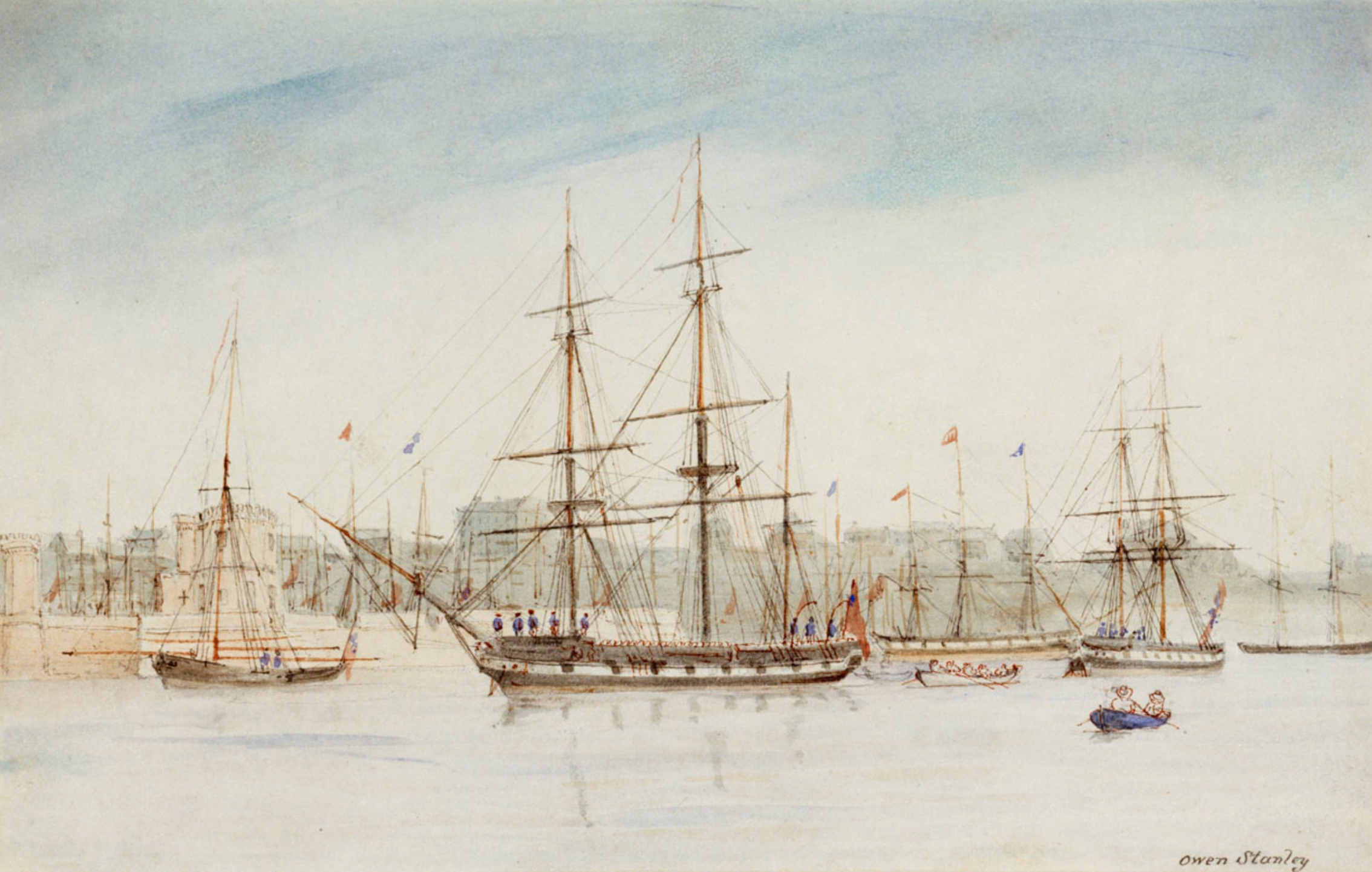
En 1840, Gore se unió al HMS Beagle durante su exploración de Australia.

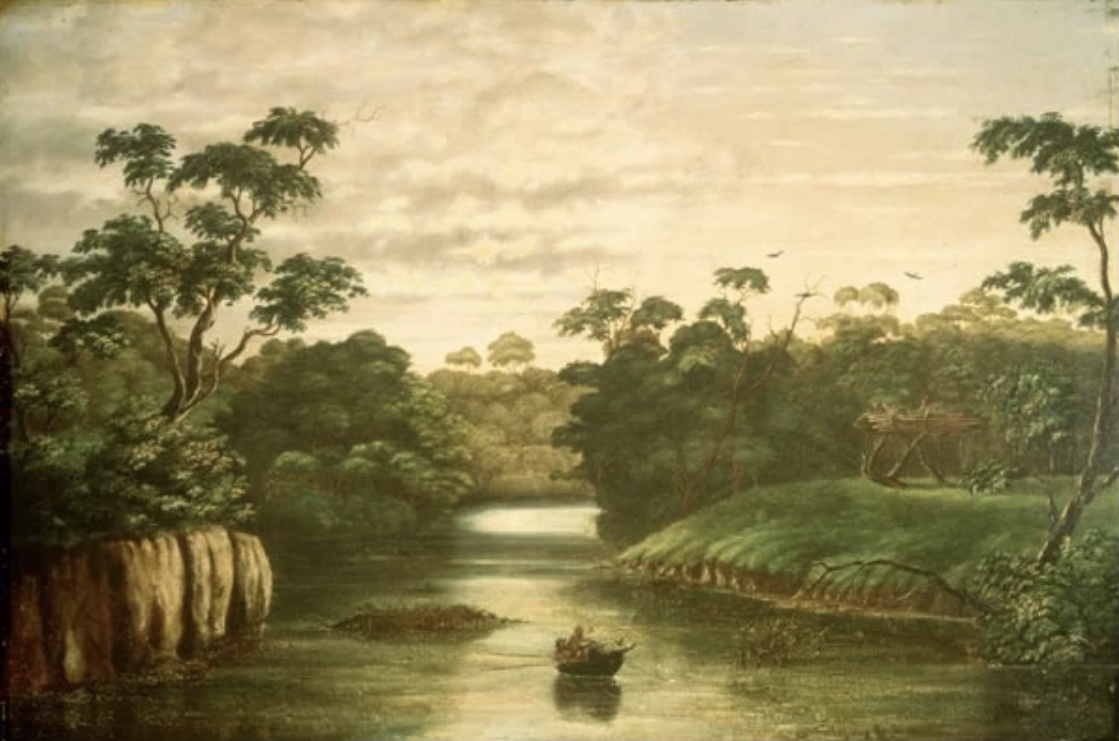
Pintura de Gore de Burial Reach y del río Flinders en Queensland (1841). Forma parte de la colección de la Biblioteca Nacional de Australia.

El teniente Gore sirvió en el Modeste en noviembre de 1837 y en el Volage en enero de 1838, en este último barco vio acción durante la Expedición a Adén en 1839; estuvo en acción contra los fuertes de Bogue y en la captura de la isla Zhoushan en 1840 durante la primera guerra del Opio.
En octubre de 1840, Gore recibió la orden de incorporarse al HMS Herald en las Indias Orientales. Al viajar a Sídney (Australia), para unirse a su barco, Gore no pudo encontrar el navío, por lo que se unió a la tripulación del HMS Beagle, entonces bajo el mando del capitán John Lort Stokes. Este era el mismo navío en el que Charles Darwin había realizado sus famosas investigaciones. Durante su estancia en Australia, Gore tuvo la oportunidad de visitar a sus padres, hermanas y hermano en el lago Bathurst. Con Gore entre la tripulación, el Beagle inspeccionó grandes secciones de la costa de Australia.
Artista consumado, su pintura de Burial Reach y el río Flinders realizada durante el viaje se conserva en la Biblioteca Nacional de Australia. Más tarde, durante la expedición, Gore resultó herido cuando la pistola que utilizaba para disparar a las cacatúas desde un bolo para aumentar la dieta de la tripulación le explotó en las manos. El capitán Stokes informó de que Gore, "mi apreciado amigo... estuvo a punto de volarse la mano mientras disparaba" y acabó "estirado en el fondo del barco". Aturdido, pero afortunadamente con sólo una pequeña herida en la mano, Gore sólo pudo comentar en voz baja: "Mató al pájaro...". Este comentario fue descrito por Stokes como "una expresión verdaderamente característica de un deportista". A Stokes le gustaba claramente Gore, y más tarde escribió en sus memorias: "Sólo hubo un inconveniente en el placer que experimenté al llegar a Inglaterra, a saber, que el teniente G. Gore no obtuvo su ascenso, sino que se vio obligado a buscarlo mediante un segundo viaje al Polo Norte".
En diciembre de 1843 Gore fue transferido a la fragata de vapor HMS Cyclops en la que fue "empleado para un servicio particular".

## Expedición Franklin

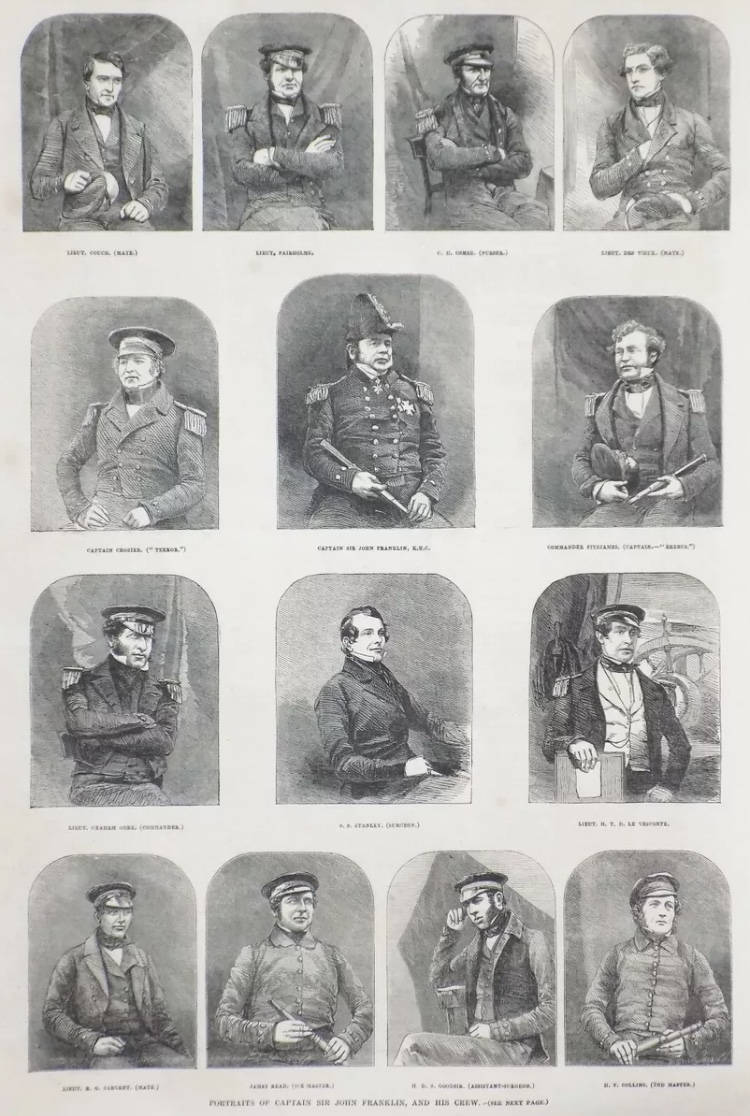
Daguerrotipo con los mandos de la expedición de John Franklin. Gore es el primero de la tercera fila (izq.).

El 8 de marzo de 1845, Gore se unió a la tripulación del buque descubridor HMS Erebus, en su expedición de exploración del Paso del Noroeste. Era el tercer oficial de mayor rango a bordo después del capitán Sir John Franklin y el comandante James Fitzjames. Este último describió a Gore como un "hombre de gran estabilidad de carácter, muy buen oficial y el más dulce de los temperamentos". Fue uno de los doce oficiales de la Expedición Franklin que posaron para un daguerrotipo del fotógrafo Richard Beard en los muelles antes de zarpar. La expedición zarpó de Greenhithe, en el condado de Kent, la mañana del 19 de mayo de 1845, con una tripulación de 24 oficiales y 110 hombres. Los barcos hicieron una breve escala en Stromness, en las Orcadas escocesas.. Desde allí navegaron a Groenlandia con el HMS Rattler y un buque de transporte, el Baretto Junior, en una travesía que duró 30 días.
En las islas Whalefish de la bahía de Disko, en la costa occidental de Groenlandia, 10 bueyes transportados en el Baretto Junior fueron sacrificados para obtener carne fresca que se transfirió a la expedición. El 31 de mayo de 1845, Gore envió a Lady Jane Franklin una acuarela y un dibujo a pluma del Erebus siendo remolcado a la bahía de Disko por el remolcador Blazer. Cinco hombres fueron dados de baja por enfermedad y enviados a casa en el Rattler y el Barretto Junior, reduciendo la tripulación final a 129 hombres. A finales de julio de 1845, los balleneros Prince of Wales (capitán Dannett) y Enterprise (capitán Robert Martin) se encontraron con los navíos en la bahía de Baffin, donde esperaban buenas condiciones para cruzar el estrecho de Lancaster. La expedición nunca volvió a ser vista por los europeos.
Sólo se dispone de información limitada sobre los acontecimientos posteriores, reconstruida a lo largo de los 150 años siguientes por otras expediciones, exploradores, científicos y entrevistas con inuit. Los hombres de Franklin pasaron el invierno de 1845-1846 en la isla de Beechey, donde murieron y fueron enterrados tres miembros de la tripulación. Tras viajar por Peel Sound durante el verano de 1846, el Terror y el Erebus quedaron atrapados en el hielo frente a la isla del Rey Guillermo en septiembre de 1846 y se cree que nunca volvieron a navegar. Gore fue ascendido a comandante el 9 de noviembre de 1846.
En mayo de 1847 Franklin envió al teniente Gore, al primer oficial Charles Frederick Des Voeux y a seis marineros en un grupo de desembarco para explorar el lado oeste de la isla Rey Guillermo. Se les ordenó que dejaran notas previamente escritas en mojones y que regresaran a los barcos una vez concluida la exploración. El grupo de ocho hombres abandonó los barcos el 24 de mayo y, tras cuatro días de marcha, alcanzó su primer objetivo, el mojón de Sir James Ross en Victory Point. Aquí dejaron su primera nota (la Victory Point Note) antes de continuar hacia el sur. Esta nota proporciona la única información de primera mano sobre el progreso de la expedición. Al día siguiente, los hombres alcanzaron su segundo objetivo en Gore Point, pero como no había ningún mojón en este lugar, construyeron uno y dejaron otra nota en su interior antes de explorar más al sur, tras lo cual regresaron a los barcos. Estas dos notas serían encontradas en sus mojones en 1859 por William Hobson.
La nota de Victory Point dejada por Gore fue recuperada de su mojón el 25 de abril de 1848 y se le añadió una segunda parte antes de ser firmada por Fitzjames y Crozier. Este añadido posterior nos informa de que la tripulación había invernado en la isla del Rey Guillermo en 1846-47 y 1847-48 y que John Franklin había muerto el 11 de junio de 1847. Gore y otros 7 oficiales y 15 hombres también habían muerto antes de que la tripulación restante abandonara sus barcos y planeara caminar sobre la isla y a través del hielo marino hacia el río Back en el continente canadiense, comenzando el 26 de abril de 1848. La nota de Victory Point es la última comunicación conocida de la expedición.
Por hallazgos arqueológicos, se cree que toda la tripulación restante murió en la posterior marcha de 400 kilómetros hasta el río Back, la mayoría en la isla. Treinta o cuarenta hombres llegaron a la costa norte del continente antes de morir, todavía a cientos de kilómetros del puesto más cercano de la civilización occidental.
Antes de la proclamación oficial de la muerte de los hombres de Franklin en 1854, Gore fue ascendido a capitán in absentia por el Almirantazgo.

### Nota de Victory Point

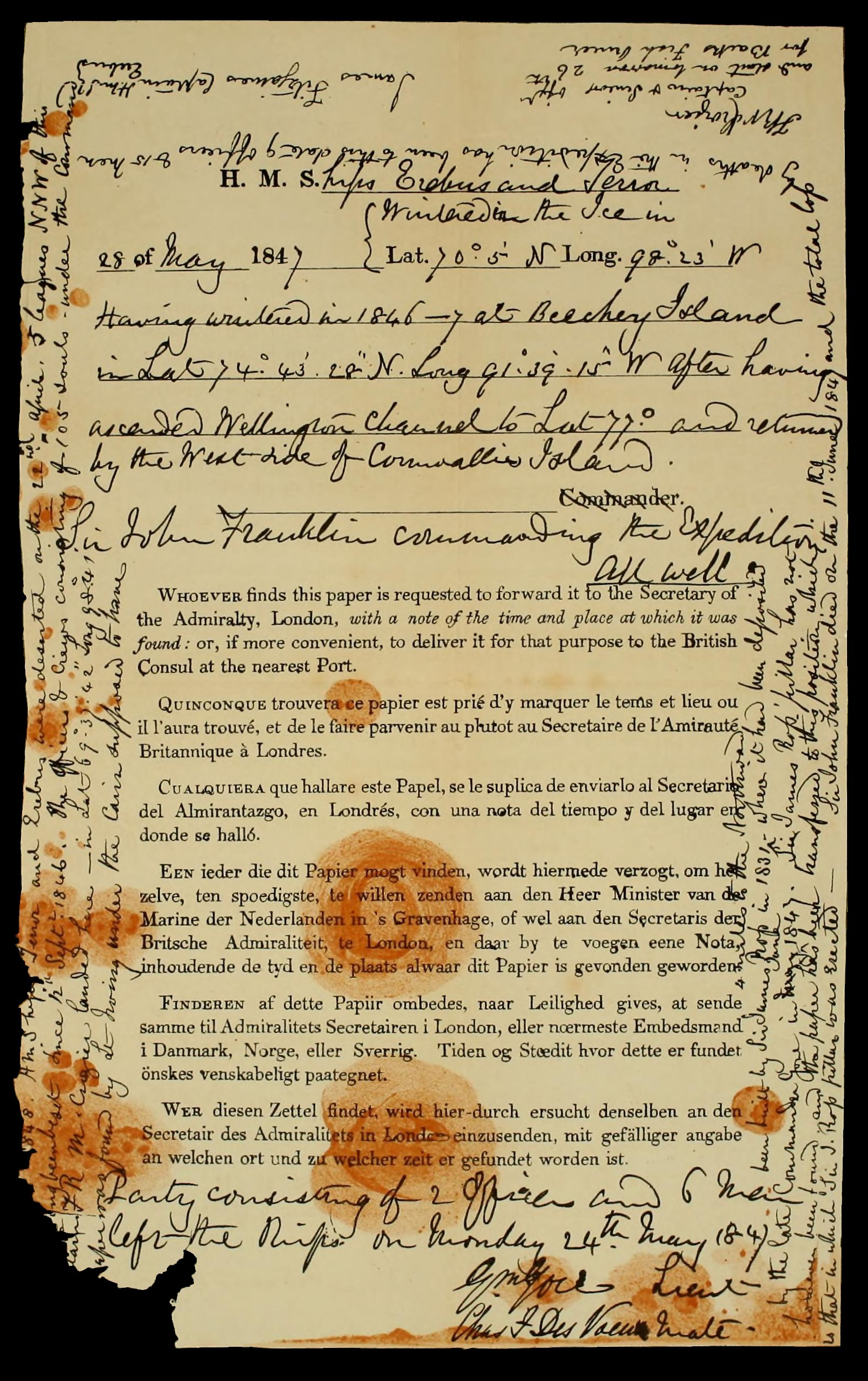
Imagen de la nota de Victory Point dejada, entre otros, por Gore.

La nota de Victory Point fue encontrada 11 años más tarde, en mayo de 1859, por William Hobson (teniente de la expedición ártica de McClintock), colocada en un mojón en la costa noroeste de la isla del Rey Guillermo. Contiene la única información que se conserva sobre el destino de Gore y el resto de la tripulación y consta de dos partes escritas en un formulario preimpreso del Almirantazgo. La primera parte se redactó después de la primera invernada en 1847, mientras que la segunda se añadió un año después. 
De la segunda parte puede deducirse que el documento fue depositado por primera vez en un mojón diferente erigido previamente por James Clark Ross en 1830 durante la Segunda Expedición Ártica de John Ross, en un lugar que Ross denominó Victory Point, recibiendo el documento dicho nombre.
El primer mensaje fue escrito dentro del cuerpo del formulario, fechado el 28 de mayo de 1847.

H.M.S ships 'Erebus' and 'Terror' wintered in the Ice in lat. 70 05' N., long. 98 23' W. Having wintered in 1846–7 at Beechey Island[a], in lat. 74 43' 28" N., long. 91 39' 15" W., after having ascended Wellington Channel to lat. 77°, and returned by the west side of Cornwallis Island. Sir John Franklin commanding the expedition. All well.
Party consisting of 2 officers and 6 men left the ships on Monday 24th May, 1847.
(Signed) GM. GORE, Lieut.

(Signed) CHAS. F. DES VOEUX, Mate.
Los buques HMS Erebus y Terror invernaron en el hielo en latitud 70º 05' N., longitud 98º 23' W. 98º 23' W. Habiendo invernado en 1846-7 en la isla Beechey, en lat. 74º 43' 28" N., long. 91º 39' 15" O., después de haber ascendido por el canal de Wellington hasta la latitud 77°, y regresado por el lado oeste de la isla Cornwallis. Sir John Franklin al mando de la expedición. Todo bien.
El grupo, compuesto por 2 oficiales y 6 hombres, abandonó los barcos el lunes 24 de mayo de 1847.
(Firmado) GM. GORE, teniente.

(Firmado) CHAS. F. DES VOEUX, oficial.

La segunda nota es de suponer que se añadiera el 25 de abril de 1848, cuando algunos miembros de la tripulación volvieron a las coordenadas del mojón y recuperaron el cilindro metálico, al no contar con más elementos disponibles, abriéndolo y aprovechando la primera nota, escribiendo a los márgenes las últimas señas.

[25th April 1]848 H.M. ships 'Terror' and 'Erebus' were deserted on the 22nd April, 5 leagues N.N.W. of this, [hav]ing been beset since 12th September, 1846. The officers and crews, consisting of 105 souls, under the command [of Cap]tain F.R.M. Crozier, landed here in lat. 69˚ 37' 42" N., long. 98˚ 41' W. [This paper was found by Lt. Irving under the cairn supposed to have been built by Sir James Ross in 1831–4 miles to the Northward – where it had been deposited by the late Commander Gore in May June 1847. Sir James Ross’ pillar has not however been found and the paper has been transferred to this position which is that in which Sir J. Ross’ pillar was erected – Sir John Franklin died on the 11th June, 1847; and the total loss
by deaths in the expedition has been to this date 9 officers and 15 men. (Signed) JAMES FITZJAMES, Captain H.M.S. Erebus.
(Signed) F.R.M. CROZIER, Captain & Senior Offr.

and start on tomorrow, 26th, for Back's Fish River.
[25 de abril de 1]848 HMS Terror y Erebus fueron abandonados el 22 de abril, 5 leguas N.N.O. de aquí, [habiendo] sido acosados desde el 12 de septiembre de 1846. Los oficiales y la tripulación, compuesta por 105 personas, bajo el mando del capitán F.R.M. Crozier, desembarcaron aquí en la latitud 69º 37' 42" N., longitud 98º 41' 42" N., longitud 98º 40' 42" N. 98º 41' O. Este papel fue encontrado por el teniente John Irving bajo el mojón que se supone fue construido por Sir James Ross en 1831-4 millas al Norte - donde había sido depositado por el difunto comandante Gore en mayo junio de 1847. El pilar de Sir James Ross no ha sido sin embargo encontrado y el papel ha sido transferido a esta posición que es aquella en la cual el pilar de Sir J. Ross fue erigido - Sir John Franklin murió el 11 de junio de 1847; y la pérdida total
por muertes en la expedición ha sido hasta la fecha de 9 oficiales y 15 hombres. (Firmado) JAMES FITZJAMES, Capitán H.M.S. Erebus.
(Firmado) F.R.M. CROZIER, capitán y oficial al mando.

Partimos mañana, día 26, hacia el río Back.

En 1859 Hobson encontró la segunda nota depositada por Gore y su equipo en el mojón a pocas millas al suroeste, en Gore Point, utilizando el mismo formulario del Almirantazgo y conteniendo un duplicado casi idéntico del primer mensaje de 1847. Este documento no contenía el segundo mensaje añadido por Fitzjames y Crozier en 1848 que se encontró en la nota de Victory Point tras el abandono de los barcos y la posterior recuperación del documento del mojón de Victory Point.
Por la caligrafía se supone que todos los mensajes fueron escritos por el comandante James Fitzjames. Como éste no participó en la partida de desembarco que depositó las notas originalmente en 1847, se deduce que ambos documentos fueron rellenados originalmente por Fitzjames a bordo de los barcos con las firmas de Gore y Des Voeux como miembros de la partida de desembarco. Esto se ve corroborado por el hecho de que ambos documentos contienen los mismos errores fácticos, a saber, la fecha errónea de la invernada en la isla Beechey.

## Legado
La punta Gore de la isla del Rey Guillermo fue bautizada en su honor por Sir John Franklin.
La península de Graham Gore, en Nunavut (Canadá), lleva su nombre.
Gore es uno de los desaparecidos que figuran en el monumento a Franklin erigido en Waterloo Place (Londres), en 1866. Lleva la inscripción "Al gran navegante ártico y a sus valientes compañeros que sacrificaron sus vidas para completar el descubrimiento del Paso del Noroeste. A.D. 1847 - 8". El nombre de Gore se encuentra en el zócalo del Erebus.
Gore aparece como personaje en la novela de 2007, The Terror de Dan Simmons, un relato ficticio de la expedición perdida de Franklin, así como en la adaptación televisiva de 2018, donde es interpretado por Tom Weston-Jones. El episodio 2 de la serie se titula "Gore".